# نقوش منطقة فجيج الصخرية
نقوش منطقة فجيج الصخرية هي نقوش صخرية تعود إلى عصر ما قبل التاريخ من العصر الحجري الحديث للإنسان البدائي تم اكتشافها في مدينة فجيج المغربية بالجهة الشرقية، وهي مرتبطة بالنقوش الصخرية المكتشفة في جنوب وهران بالجزائر والمنتشرة على طول الأطلس الصحراوي الممتد من شرق الحدود التونسية إلى غرب الحدود المغربية. تم اكتشاف نقوش مماثلة في الشرق الجزائري حول مدينتي الجلفة وقسنطينة.